# Newry
Newry (irsky Iúr Cinn Trá, An tlúr) s počtem cca 30 000 obyvatel patří mezi větší města v Severním Irsku. Město leží na území dvou hrabství – Armagh a Down, nedaleko hranic s Irskou republikou. Newry je správním centrem administrativní jednotky Newry, Mourne and Down District Council, jednoho z jedenácti severoirských districtů, zřízených po územní reorganizaci v roce 2015.

## Geografie
Newry leží v jihovýchodní částí Severního Irska, asi 8 km vzdušnou čarou směrem na severovýchod směrem od Slieve Gullion (irsky Sliabh gCuillinn – 573 m n. m.), nejvyšší hory v hrabství Armagh. Je prvním severoirským městem na sever od průsmyku Moyry (irsky Bhealach an Mhaighre) v horské oblasti Gullion, známém též jako Gap of the North (Severní průsmyk), kterým odedávna procházela cesta mezi Dundalkem a Newry a nyní tudy vede i železniční trať a dálnice mezi Dublinem a Belfastem. Průsmyk měl od středověku strategický význam pro kontrolu spojení mezi Ulsterem a oblastí Kolovím (anglicky The Pale, irsky An Pháil) kolem Dublinu a odehrála se zde řada vojenských střetů. Asi 6 km na východ od města se nachází hranice chráněné krajinné oblasti Mourne & Slieve Croob AONB. Středem města protéká řeka Clanrye a vede tudy také plavební kanál, vybudovaný v 18. století.

## Původ názvu
Anglický název Newry je poangličtělým přepisem irského An Iúraigh, což je vlastně zkomolená forma původního jména An Iúrach, které v překladu znamená Tisový háj. Z tohoto základu vychází soudobé irské pojmenování města An tIúr (Tis), zkrácená forma jména Iúr Cinn Trá či Iubhair Cinn Tragh (doslovně Tis na vrcholu břehu). Toto pojmenování souvisí s místní legendou, která vypráví o tom, že svatý Patrik zde v 5. století na břehu řeky Clanrye zasadil tis.

## Historie
Podle archeologických nálezů na území města existovala lidská sídla již v období neolitu. Při vykopávkách byly nalezeny také bronzové náramky a spony, které jsou důkazem osídlení v době bronzové. (Spony z Newry jsou uloženy v Ulsterském muzeu v Belfastu).

### Raný středověk
V raně křesťanském období se zdejší opatství stalo cílem vpádů germánského kmene Dánů. K těmto nájezdům zde došlo v letech 820 a 835. Původní klášter, založený svatým Patrikem, byl spálen zároveň i s památným tisem ve 12. století. Anglo-normanský dobyvatel Ulsteru John de Courcy v témže století vybudoval v Newry hrad a udělil zdejšímu sídlu významná privilegia. Irský král Muirchertagh MacLochlainn v roce 1157 založil v Newry cisterciácký klášter a listinu o jeho založení potvrdil i de Coucyho nástupce Hugh de Lacy.

### Rozkvět města

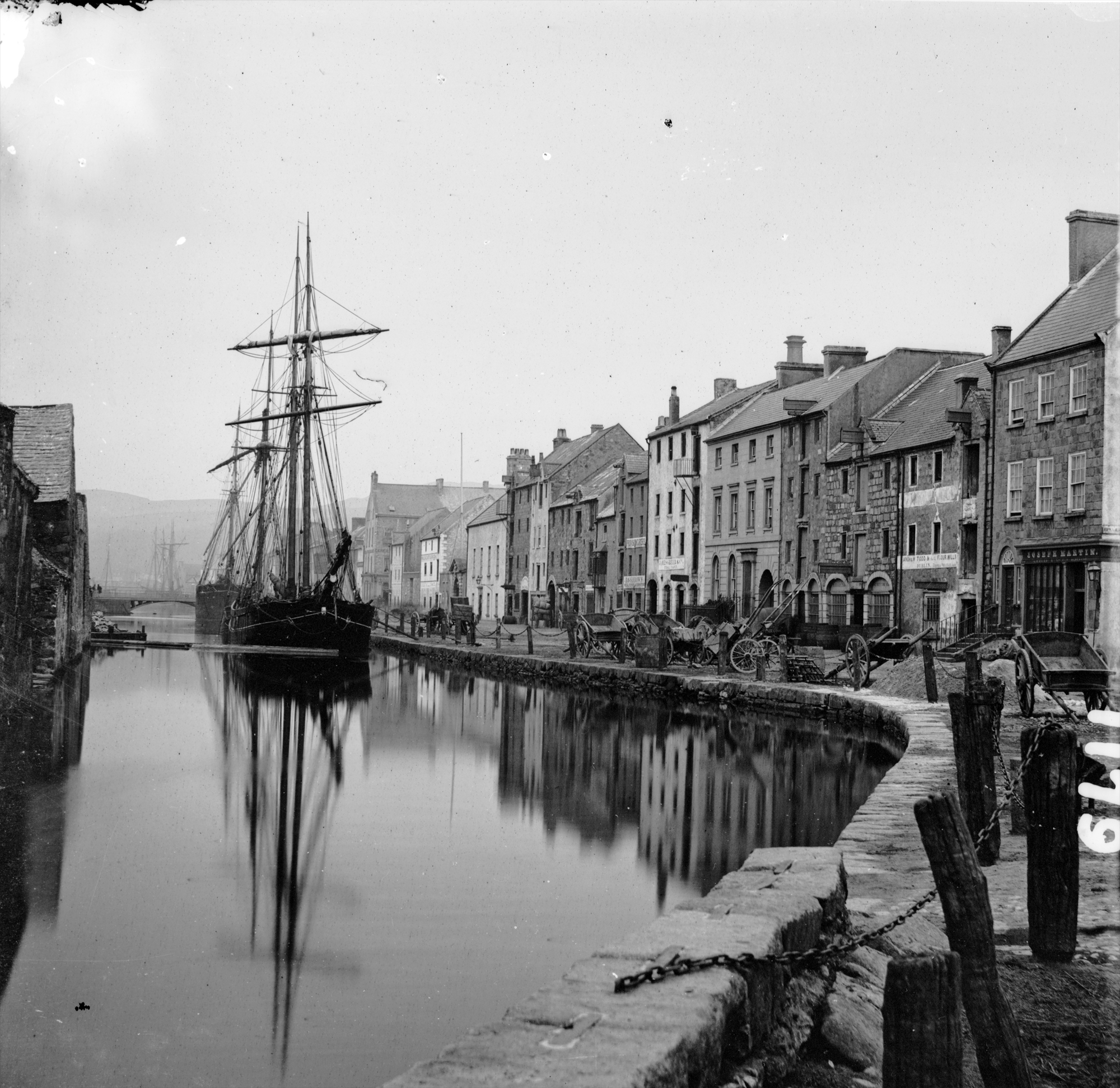
Lodě u Merchants Quay (Obchodní nábřeží) v Newry (kolem roku 1870)

Ze 16. století pochází zámek Bagenal’s Castle. Během staletí prošel řadou proměn, v 19. století sloužil jako skladiště a v moderní době se stal sídlem regionálního muzea (Newry and Mourne Museum) a městského turistického informačního centra. V roce 1578 byl ve městě vybudován farní kostel svatého Patrika, pravděpodobně první protestantský svatostánek na území Irska. V roce 1689 vojska katolického krále Jakuba II. na ústupu před silami Viléma III. Oranžského vypálila Newry. Ve městě se po této události zachovalo jen 6 domů a budova zámku. V následujících desetiletích se město opět zotavilo a se svým přístavem se stalo významným obchodním centrem. V roce 1741 byl dokončen plavební kanál z Newry přes Lough Neagh a řeku Bann k uhelným ložiskům v hrabství Tyrone, objeveným po roce 1700. Dolní úsek, kterým bylo možno plout z Newry přes lagunové jezero Carlingford Lough do Irského moře, byl otevřen v roce 1769 a nové dopravní a obchodní možnosti přispěly k dalšímu rozkvětu města. Některé významné církevní stavby ve městě pocházejí až z 19. století - z roku 1819 kostel Panny Marie se 150 stop vysokou věží a z roku 1829 katedrála svatého Patrika a svatého Colmána. Tato monumentální stavba, která byla vybudována z žuly, těžené v blízkých Mourne Mountains, byla postupně rozšiřována a byla dokončena až v roce 1904. V 19. století byly ve městě vybudovány nové přádelny lnu. V roce 1849 dorazila do Newry železnice, ale rozvoj města již stagnoval, protože lodní doprava na kanále ztrácela na významu a vedoucí roli v Ulsteru zcela převzal Belfast.

### 20. století
Dalším obdobím stagnace byla 60. léta 20. století, kdy zcela skončil provoz na plavebním kanále, byly zrušeny tramvaje ve městě, některé železniční spoje i průmyslové závody. Během náboženských a politických konfliktů (tzv. Troubles), které se odehrávaly na území Severního Irska od 70. do 90. let 20. století, bylo v Newry zabito (převážně příslušníky tzv. Prozatímní irské republikánské armády) celkem 53 lidí.

### 21. století
Nejvýznamnější událostí na počátku 21. století se stalo dokončení posledního úseku dálnice M1/A1 Dublin - Belfast. Tento úsek dálnice jižně od Newry byl slavnostně otevřen dne 29. 7. 2010, pět měsíců před plánovaným termínem. Ve městě se nachází 13 základních a 9 středních škol, v roce 2007 zde byla otevřena Southern Regional College, první vysoká škola v této oblasti.

## Fotogalerie

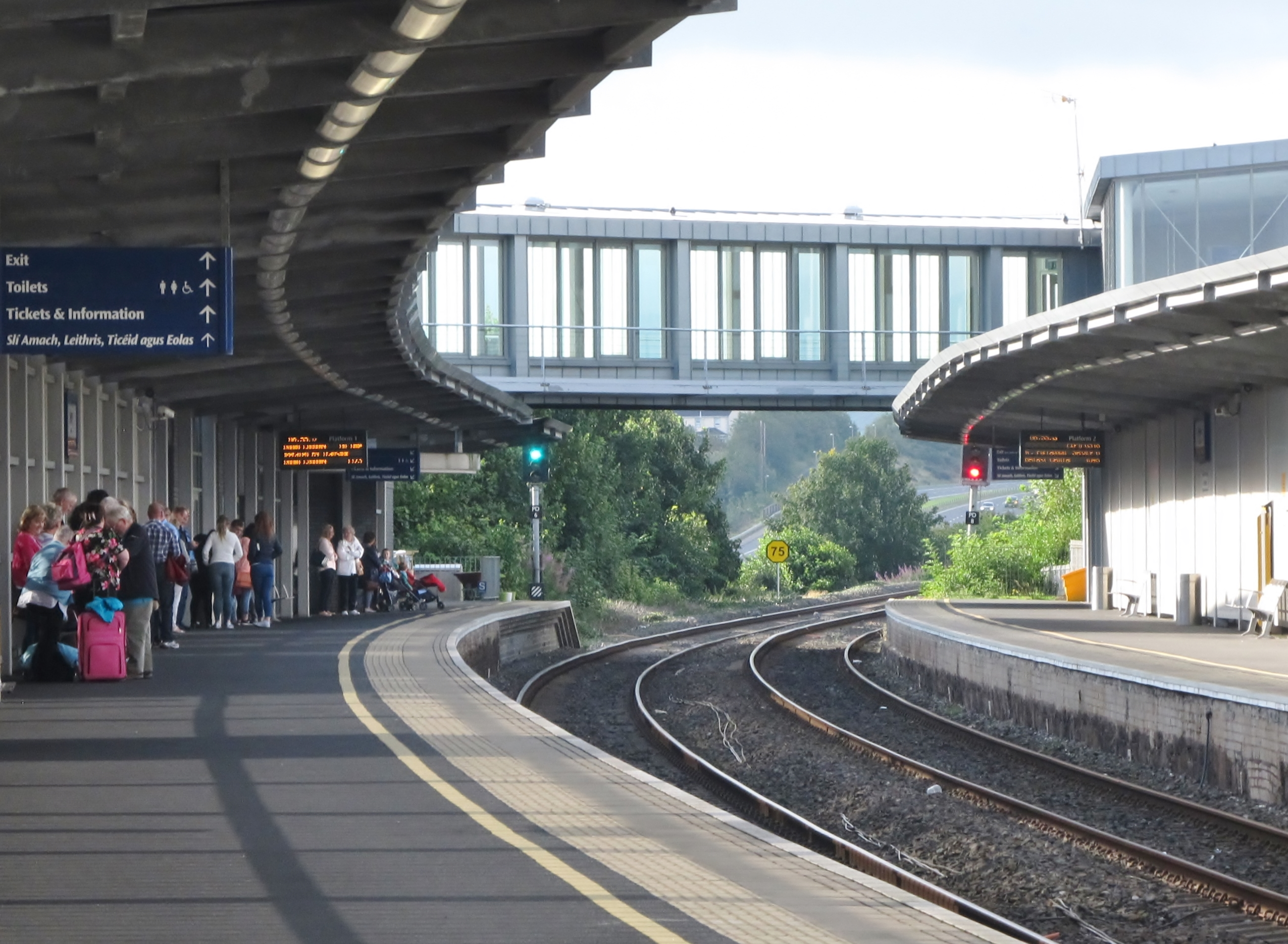
Železniční stanice Newry na trati Dublin - Belfast
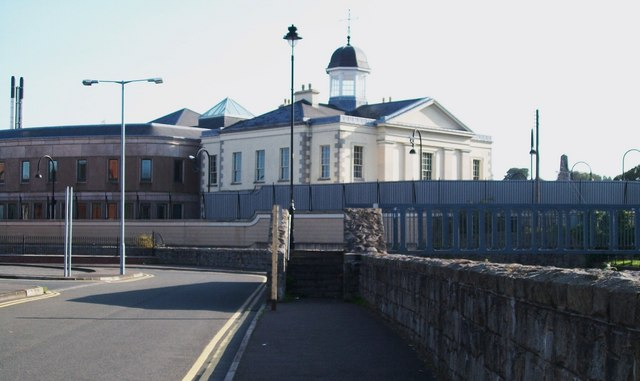
Budova soudu z poloviny 19. století
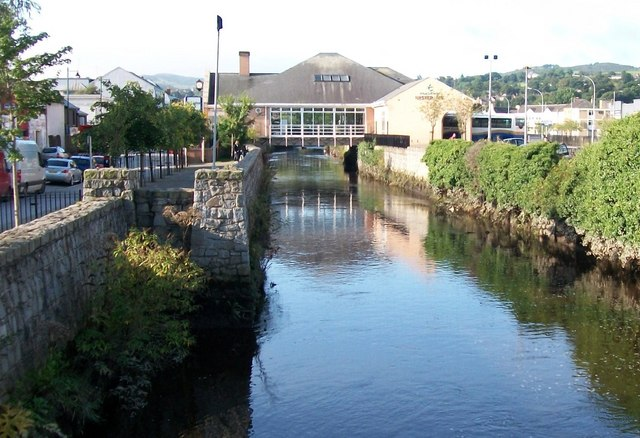
Autobusové nádraží společnosti Ulsterbus
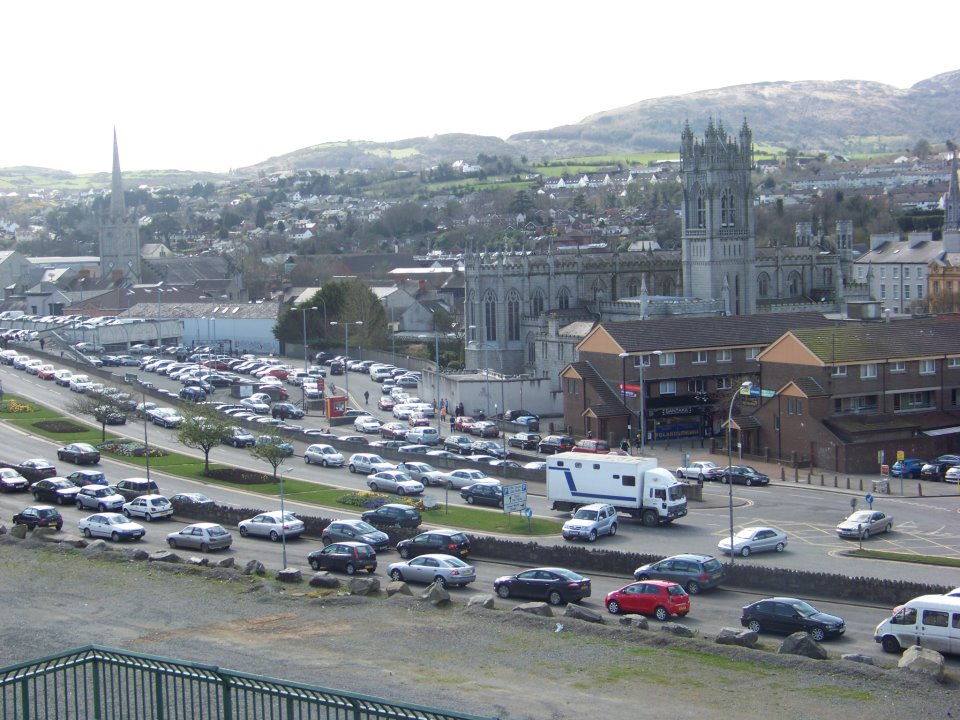
Část města s katedrálou sv. Patrika a sv. Colmána